# Mariella Farré
Mariella Farré, de son vrai nom Gabriella Filomeno, née en 1963 dans le canton de Thurgovie, est une chanteuse suisse.

## Biographie
Elle est née à Thurgau dans le canton de Thurgovie, d'une mère italienne et d'un père suisse, a grandi avec ses frères et sœurs.
À l'âge de 15 ans, Mariella remporte un festival de musique en Suisse.
En 1981, elle participe aux présélections britanniques pour le Concours Eurovision de la chanson 1981, mais ne sera pas retenue.
En 1983, Mariella Farré représente son pays au Concours Eurovision de la chanson 1983, avec la chanson "Io così non ci sto" qui se classe à la 15e place.
En 1985, elle se représente à l'Eurovision en duo avec le chanteur italien Pino Gasparini avec la chanson "Piano piano" (en allemand). Ils terminent 12ème.
Aujourd'hui, Mariella Farré est propriétaire de deux écoles de danse à Brugg.